# Ronde van Groot-Brittannië 1993
De Kellogg's Tour of Britain 1993 was een wielerkoers in Groot-Brittannië, die werd gehouden van maandag 9 augustus tot en met vrijdag 13 augustus 1993. Het was de zevende editie van deze meerdaagse profwielerronde onder deze naam, die later verderging als de Prudential Tour en Tour of Britain (Nederlands: Ronde van Groot-Brittannië). De Australiër Phil Anderson won de ronde voor de tweede keer. Ján Svorada won het puntenklassement, terwijl Jevgeni Berzin het bergklassement op zijn naam schreef. Chris Lillywhite was de beste in het sprintklassement.

## Etappe-overzicht
| etappe | datum       | start      | finish     | afstand | winnaar            | klassementsleider |
| ------ | ----------- | ---------- | ---------- | ------- | ------------------ | ----------------- |
| 1e     | 9 augustus  | Portsmouth | Bath       | 160 km  | Phil Anderson      | Phil Anderson     |
| 2e     | 10 augustus | Cardiff    | Swansea    | 199 km  | Serge Baguet       | Phil Anderson     |
| 3e     | 11 augustus | Newport    | Coventry   | 198 km  | Dag Otto Lauritzen | Phil Anderson     |
| 4e     | 12 augustus | Birmingham | Manchester | 181 km  | Peter De Clercq    | Phil Anderson     |
| 5e     | 13 augustus | Bradford   | Liverpool  | 170 km  | Eric De Clercq     | Phil Anderson     |

## Eindklassementen

### Algemeen klassement
| Kellogg's Tour of Britain 1993 |                     |       |           |
| Plaats                         | Naam                | Ploeg | Tijd      |
| Gele trui                      | Phil Anderson       |       | 23u45'34" |
| 2                              | Wladimir Belli      |       | +00' 04"  |
| 3                              | Bo André Namtvedt   |       | +00' 08"  |
| 4                              | Heinz Imboden       |       | +00' 20"  |
| 5                              | François Lemarchand |       | +00' 23"  |
| 6                              | Eddy Schurer        |       | +00' 28"  |
| 7                              | Frankie Andreu      |       | +00' 32"  |
| 8                              | Paul Haghedooren    |       | z.t.      |
| 9                              | Herman Frison       |       | +01' 18"  |
| 10                             | Andreas Kappes      |       | +03' 11"  |

1987 · 
1988 · 
1989 · 
1990 · 
1991 · 
1992 · 
1993 · 
1994 · 
1995 · 
1996 · 
1997 · 
1998 · 
1999 · 
2000 · 
2001 · 
2002 · 
2003 · 
2004 · 
2005 · 
2006 · 
2007 · 
2008 · 
2009 · 
2010 · 
2011 · 
2012 · 
2013 · 
2014 · 
2015 · 
2016 ·
2017 · 
2018 ·
2019 ·
2020 · 
2021 · 
2022 · 
2023 · 
2024 ·